# Disconeura soror
Disconeura soror là một loài bướm đêm thuộc phân họ Arctiinae, họ Erebidae.